# Magnus Stagnelius
Magnus Stagnelius, född 19 december 1746 i Ås socken, Öland, död 5 april 1829, var en svensk kyrkoman, biskop i Kalmar stift.  Han var brorson till lektor Johan Stagnell och far till skalden Erik Johan Stagnelius.
Stagnelius blev, efter att ha genomgått gymnasiet i Kalmar, student vid Uppsala universitet 1766 och promoverades 1773 till filosofie magister. År 1779 förordnades han till docent i grekisk litteratur vid Uppsala universitet och blev 1783 extra ordinarie adjunkt vid filosofiska fakulteten. Det sistnämnda året avlade han tidens omfattande teologiska grundexamen samt utnämndes 1787 till extra ordinarie teologie adjunkt, varefter han blev prästvigd. Då ingen snar befordran på den akademiska banan var att vänta, sökte och fick han 1788 Gärdslösa och Bredsätra regala pastorat på östra Öland. Efter en tid som kyrkoherde i Gärdslösa blev han prost honoris causa 1790 och fick tre år senare professors namn. Vid Gustav IV Adolfs kröning 1800 promoverades han till teologie doktor och förordnades året därefter till kontraktsprost över Ölands medelkontrakt samt utnämndes 1807 till biskop i Kalmar stift. Han blev filosofie jubelmagister i Uppsala 1824. Han grundade 1818 det alltjämt verksamma Kalmar stifts bibelsällskap, som syftar till bibelspridning och ökad bibelkunskap. Hans fromhetstyp var starkt luthersk och han ställde sig avvisande till neologin.
Han var son till kyrkoherden i Högby och prosten över Ölands norra kontrakt Magnus Stagnelius och Katarina Sundelius. Han var gift med Hedvig Kristina Bergstedt.